# نوع اجتماعي

رموز الجنوسة من اليسار أنثى ومن اليمين ذكر (طبقاً لرموز فينوس ومارس).

النوع الاجتماعي الجنوسة أو الجندر (بالإنجليزية: Gender)‏ هو مجموع الصفات المتعلقة والمميزة ما بين الذكورة والأنوثة. اعتمادًا على السياق يمكن أن تشمل هذه الصفات الجنس الحيوي المعيّن (أي كون الإنسان تشريحيا ذكر أو أنثى أو ثنائي الجنس)، وتشمل البنى الاجتماعية المعتمدة على الجنس (بما فيها من أدوار جنوسة وأدوار اجتماعية أخرى)، أو الهوية الجنوسة.
في غالب الحالات يُرى أن المرأة هي النوع الاجتماعي الذي يحتاج إلى تعديل دوره الاجتماعي.

## بداية المفهوم
ظهر مفهوم الجنوسة في ثمانينيات القرن العشرين كمصطلح بارز استخدم في قاموس الحركات النسوية. حيث ظهر في أميركا الشمالية ومن ثم أوروبا الغربية عام 1988.
ظهر مفهوم النوع الاجتماعي في الستينيات، كرد فعل على النظريات البيولوجية التي كانت تفسر الفروقات بين الرجال والنساء على أساس طبيعي وثابت. قام العلماء مثل آن أوكلي (Anne Oakley) بالتمييز بين "الجنس"  باعتباره مفهوماً بيولوجياً، و"الجندر" (gender) باعتباره بناءً اجتماعياً متغيراً.
في السبعينيات والثمانينيات، أصبح النوع الاجتماعي أداة تحليلية أساسية لفهم الديناميكيات الاجتماعية والثقافية التي تؤثر على العلاقات بين الجنسين. تبنته الأكاديميات النسوية كأداة نقدية لتفكيك الهياكل الاجتماعية التي تعزز عدم المساواة، مما أدى إلى تطوير مفاهيم مثل التقاطعية (Intersectionality)، التي طرحتها كيمبرلي كرينشو لتحليل تداخل الطبقة، والعرق، والنوع الاجتماعي في إنتاج التمييز. ومع دخول التسعينيات، توسع استخدام المصطلح ليشمل مجالات السياسات التنموية، حيث اعتمدته المنظمات الدولية مثل الأمم المتحدة والبنك الدولي في استراتيجياتها لتعزيز تمكين المرأة وتحقيق المساواة الجندرية. هذا الاعتراف المؤسسي ساهم في ترسيخ النوع الاجتماعي كمفهوم أساسي في العلوم الاجتماعية، والدراسات التنموية، والنقاشات السياسية حول حقوق الإنسان.

## العلاقة بالاقتصاد
هناك علاقة قوية بين الجنوسة[بحاجة لمصدر]  والاقتصاد حيث أن مجتمع الجنوسة[بحاجة لمصدر]  ينبغي أن تتساوى فيه فرص التعليم بين الاناث والذكور ومايتبعها من تساوي فرص العمل والأجر، كذلك هناك تساؤل حول مصير النسبة الكبيرة للإناث قياسا للذكور في كل دولة خصوصا دول العالم الثالث ومدى الخسائر الاقتصادية الناجمة عن اقصاء دور النساء من الإدماج الكامل في نشاطات العمل وما يحمله من خسائر للدول والمجتمعات، فمثلا في حالة العراق حيث تزيد نسبة الإناث في البلد عن 50 % يدفع الأمر للتساؤل حول مدى التأثير الاقتصادي، إذا تم اغفال هذه النسبة من المجتمع خاصة إذا ماتبين أن عدد المواليد من الإناث في ازدياد عن الذكور.

## أنواع الهويات الاجتماعية
• من تتطابق هويتهم الاجتماعية والبيولوجية (بالإنجليزية: cisgender)‏.
• ثنائي الهوية الاجتماعية (ثنائيو الجنوسة) (بالإنجليزية: bigender)‏: تتقلب هويتهم بين المرأة والرجل.
• عديمين الهوية الاجتماعية (عديمي الجنوسة)(بالإنجليزية: non-binary)‏: هويتهم تكون خارج نطاق المرأة والرجل. عادة تستخدم صيغة الجماعة عند التحدث عنهم.

## مزيد من القراءة
- حوسو، عصمت (2009). «الجندر: الأبعاد الاجتماعية والثقافية». (الطبعة الأولى)، دار الشروق للنشر والتوزيع، (ردمك 9796500014043)
- أبو بكر، أميمة - شكري، شيرين (2002). «المرأة والجندر: إلغاء التمييز الثقافي والاجتماعي بين الجنسين». دار الفكر المعاصر

## وصلات خارجية
- Colin Stokes: How movies teach manhood - محاضرة من محاضرات TED عن وظيفة الأدوار الاجتماعية في برامج الرسوم المتحركة